# Rise (Jonas Blue)
Rise è un singolo del DJ e produttore inglese Jonas Blue, pubblicato nel 2018 e realizzato insieme al duo statunitense Jack & Jack.

## Tracce
1. Rise (feat. Jack & Jack) – 3:14

## Classifiche
| Classifica (2018) | Posizione massima |
| ----------------- | ----------------- |
| Lussemburgo       | 8                 |